# Nectophryne
Nectophryne — рід земноводних родини Ропухові ряду Безхвості. Має 2 види. Інша назва «африканська деревна ропуха».

## Опис
Невеликі, мініатюрні ропухи. Голова середнього розміру. очі з горизонтальними зіницями. Надочні дуги припідняті. Тулуб трохи сплощено. Пальці мають присоски. забарвлення сіруватого, коричнюватого кольору із світлими плямочками.

## Спосіб життя
Мешкають у тропічний вологих лісах. Ведуть деревний спосіб життя. Активні у сутінках або вночі. Живляться дрібними безхребетними. Представники роду є яйцекладними амфібіями.

## Розповсюдження
Мешкають у Нігерії, Камеруні, Габоні, Екваторійальній Гвінеї, Демократичній Республіці Конго.

## Види
- Nectophryne afra
- Nectophryne batesii